# SK Polička
SK Polička je český fotbalový klub z města Polička v Pardubickém kraji. Od sezony 2020/21 působí v I.A třídě Pardubického kraje (6. nejvyšší soutěž). Klubovými barvami jsou černá a bílá. Klub byl založen v roce 1922. Nejlepším umístěním je 2. místo v Přeboru Pardubického kraje ze sezony 2003/04.

## Významní hráči v historii klubu
- David Houska[3] - odchovanec, nyní hráč Sigmy Olomouc
- Tomáš Holeš[4] - odchovanec, nyní hráč Slavie Praha a reprezentant ČR
- Josef Kubásek[5] - odchovanec, později brankář ligových týmů Slovácka a Mladé Boleslavi
- Michal Reichl[6] - v podzimní části sezony 2011 v Poličce hostoval ze Sigmy Olomouc, nyní brankář FC Hradec Králové (na jaře 2022 na hostování v Dukle Praha)

## Umístění A mužstva v jednotlivých sezonách[7]
| Česko (2003 – současnost) |                              |        |    |        |
| Sezóna                    | Soutěž                       | Úroveň | B  | Pozice |
| 2003/04                   | Přebor Pardubického kraje    | 5      | 44 | 2.     |
| 2004/05                   | Přebor Pardubického kraje    | 5      | 36 | 6.     |
| 2005/06                   | Přebor Pardubického kraje    | 5      | 45 | 3.     |
| 2006/07                   | Přebor Pardubického kraje    | 5      | 52 | 4.     |
| 2007/08                   | Přebor Pardubického kraje    | 5      | 36 | 12.    |
| 2008/09                   | Přebor Pardubického kraje    | 5      | 38 | 11.    |
| 2009/10                   | Přebor Pardubického kraje    | 5      | 37 | 11.    |
| 2010/11                   | Přebor Pardubického kraje    | 5      | 38 | 9.     |
| 2011/12                   | Přebor Pardubického kraje    | 5      | 47 | 4.     |
| 2012/13                   | Přebor Pardubického kraje    | 5      | 40 | 11.    |
| 2013/14                   | Přebor Pardubického kraje    | 5      | 53 | 3.     |
| 2014/15                   | Přebor Pardubického kraje    | 5      | 50 | 8.     |
| 2015/16                   | Přebor Pardubického kraje    | 5      | 48 | 8.     |
| 2016/17                   | Přebor Pardubického kraje    | 5      | 35 | 12.    |
| 2017/18                   | Přebor Pardubického kraje    | 5      | 32 | 16.    |
| 2018/19                   | I.A třída Pardubického kraje | 6      | 50 | 3.     |
| ** 2019/20                | Přebor Pardubického kraje    | 5      | 13 | 14.    |
| ** 2020/21                | I.A třída Pardubického kraje | 6      | 14 | 10.    |
| 2021/22                   | I.A třída Pardubického kraje | 6      | 27 | 11.    |
| 2022/23                   | I.A třída Pardubického kraje | 6      | 33 | 9.     |
| 2023/24                   | I.A třída Pardubického kraje | 6      | 32 | 9.     |
| 2024/25                   | I.A třída Pardubického kraje | 6      | 45 | 3.     |

**= sezona předčasně ukončena z důvodu pandemie covidu-19
- 2020/21 - Klub se po nedohrané sezoně 2019/20 dobrovolně přihlásil do I.A třídy Pardubického kraje.[8]

## SK Polička B
Je rezervním týmem Poličky. Nejlepším umístěním bylo 4. místo v I.A třídě Pardubického kraje (6. nejvyšší soutěž) ze sezony 2004/05. Po sezoně 2017/18 v II. třídě okresu Svitavy (8. nejvyšší soutěž) bylo B mužstvo zrušeno,  následně před sezonou znovu obnoveno a působí v nejnižší okresní soutěži - III. třídě okresu Svitavy. 

### Umístění B mužstva v jednotlivých sezonách
| Česko (2003 – současnost) |                                              |        |    |        |
| Sezóna                    | Soutěž                                       | Úroveň | B  | Pozice |
| 2003/04                   | I.B třída Pardubického kraje, sk.B           | 7      | 54 | 1.     |
| 2004/05                   | I.A třída Pardubického kraje                 | 6      | 41 | 4.     |
| 2005/06                   | I.A třída Pardubického kraje                 | 6      | 22 | 14.    |
| 2006/07                   | I.B třída Pardubického kraje, sk.B           | 7      | 39 | 4.     |
| 2007/08                   | I.B třída Pardubického kraje, sk.B           | 7      | 37 | 6.     |
| 2008/09                   | I.B třída Pardubického kraje, sk.B           | 7      | 36 | 6.     |
| 2009/10                   | I.B třída Pardubického kraje, sk.B           | 7      | 33 | 7.     |
| 2010/11                   | I.B třída Pardubického kraje, sk.B           | 7      | 32 | 10.    |
| 2011/12                   | I.B třída Pardubického kraje, sk.B           | 7      | 34 | 11.    |
| 2012/13                   | I.B třída Pardubického kraje, sk.B           | 7      | 35 | 10.    |
| 2013/14                   | I.B třída Pardubického kraje, sk.B           | 7      | 37 | 8.     |
| 2014/15                   | I.B třída Pardubického kraje, sk.B           | 7      | 38 | 7.     |
| 2015/16                   | I.B třída Pardubického kraje, sk.B           | 7      | 31 | 10.    |
| 2016/17                   | I.B třída Pardubického kraje, sk.B           | 7      | 29 | 11.    |
| 2017/18                   | II. třída okresu Svitavy                     | 8      | 24 | 11.    |
|                           | B mužstvo nebylo přihlášeno do žádné soutěže |        |    |        |
| 2021/22                   | III. třída okresu Svitavy                    | 9      | 46 | 1.     |
| 2022/23                   | II. třída okresu Svitavy                     | 8      |    |        |

- 2016/17 - B mužstvo se po sezoně přihlásilo do II. třídy okresu Svitavy.